# Basílica de Santa Maria em Cosmedin
Santa Maria in Cosmedin ou Basílica de Santa Maria em Cosmedin, conhecida também como Santa Maria de Schola Graeca, é uma igreja titular e basílica menor de Roma, Itália, localizada no rione Ripa.
A diaconia de Santa Maria em Cosmedin está vaga desde 1967. Entre seus antigos titulares estão o papa Gelásio II, o papa Celestino III e o antipapa Bento XIII. Também foi cardeal-diácono ali Reginald Pole, o último arcebispo de Cantuária católico romano.
Em Santa Maria in Cosmedin, as missas são celebradas tanto no rito latino quanto no rito grego-melquita.

## História
A igreja foi construída no século VIII, durante o período conhecido como Papado Bizantino, sobre as ruínas do Templo de Hércules Pompeiano (Templum Herculis Pompeiani) no Fórum Boário e da Statio annonae, um dos centros de distribuição de alimentos em Roma (outro estava no antigo Teatro de Balbo). Um diaconato era um local onde eram distribuídas caridades para os pobres e é provável que uma instituição assim estivesse nas vizinhanças de uma annona romana.
Como estava localizada perto de muitas estruturas bizantinas, Santa Maria era conhecida como de Schola Graeca no século VII e uma rua vizinha ainda hoje é chamada de via della Greca. Monges gregos fugindo das perseguições iconoclastas no Império Bizantino decoraram a igreja por volta de 782, quando o papa Adriano I patrocinou sua reconstrução, desta vez com uma nave, um corredor de cada lado e um pórtico. Por causa de sua beleza, a igreja recebeu o título de "cosmedin" (do grego "kosmidion" - "ornado"). Uma sacristia e um oratório dedicado a São Nicolau foram construídos no século IX por ordem do papa Nicolau I, que também construiu uma residência papal, mas ambos foram destruídos no saque de Roma pelas tropas normandas de Roberto Guiscardo.
Uma substancial restauração foi realizada entre 1118 e 1124 sob o comando de Alfano, camerlengo do papa Calisto II. Depois de ser adquirida por beneditinos e de um período negligenciado, em 1718 a igreja foi reformada no estilo barroco, evidente principalmente na nova fachada, de Giuseppe Sardi. Estas adições, porém, foram removidas numa restauração entre 1894 e 1899, assim como o brasão do papa Clemente XI.

## Arquitetura
É no pórtico desta igreja que está a famosa "La Bocca della Verità" ("Boca da Verdade"), uma antiga escultura em mármore que acredita-se ter sido uma tampa de bueiro que representa a máscara de um Tritão com a boca aberta a quem a lenda medieval atribui o poder de morder os dedos da mão de um mentiroso que ousasse inseri-la na abertura. No interior, está um coro medieval antigo muito bem preservado com o piso decorado em cosmatesco. A torre sineira é mais alta de Roma.
Atualmente, o interior está divido em uma nave e dois corredores separados por quatro pilastras e dezoito colunas antigas. Nas paredes laterais estão algumas colunas antigas da Statio Annonae. Outros fragmentos do antigo edifício podem ser vistos na cripta sob o altar-mor. Pinturas dos séculos VIII ao XII, em três camadas superpostas, estão preservadas na parte superior da nave e no arco triunfal. A escola dos cantores 
(schola cantorum) é do século XIII e o altar-mor, em granito vermelho, de 1123. O círio pascal é também do século XIII.
Na sacristia está um precioso mosaico do século VIII oriundo da Antiga Basílica de São Pedro, muito raro. E numa das capelas laterais está o crânio coroado com flores de São Valentim.

## Galeria

Imagens da igreja
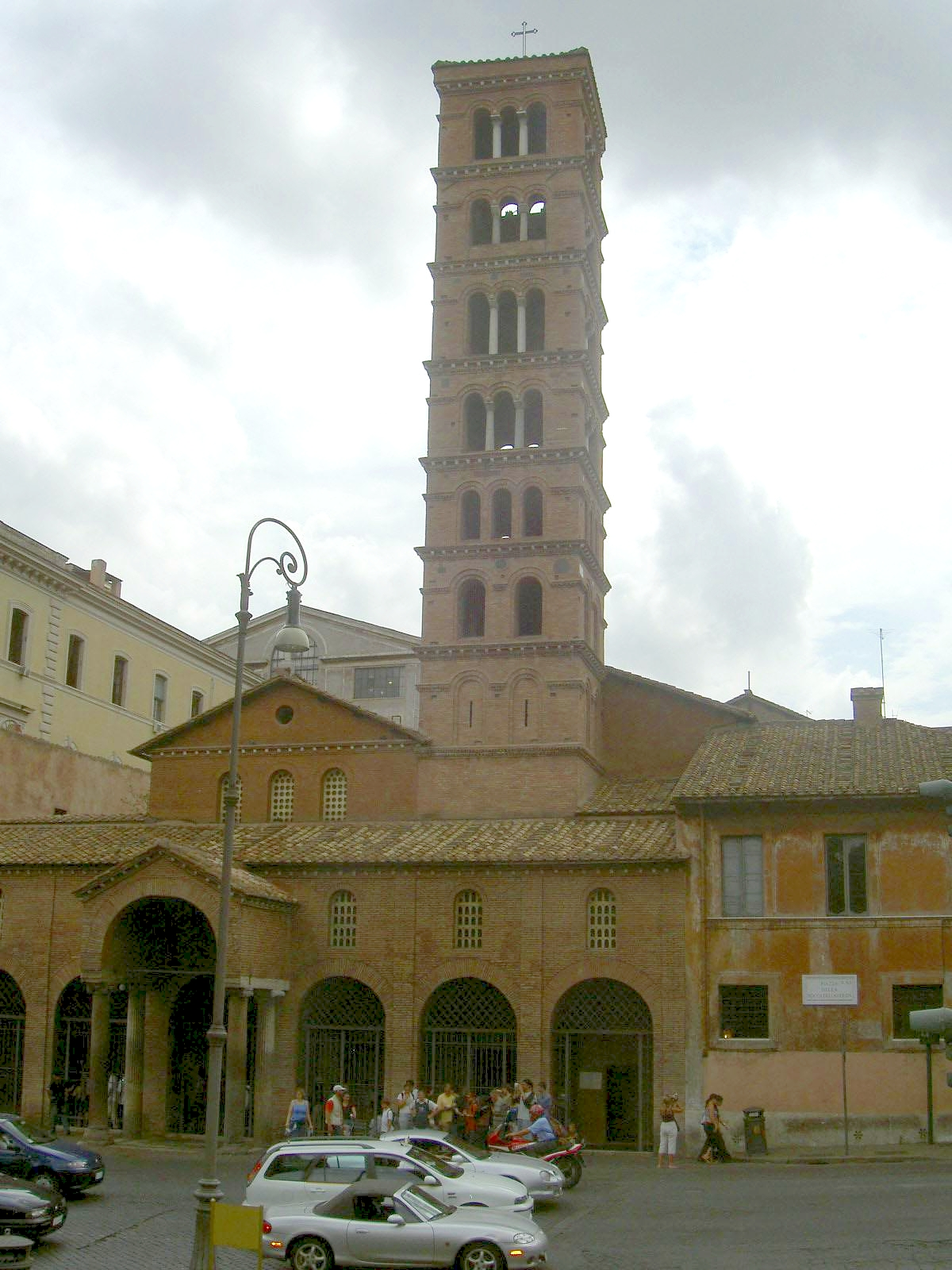
Vista da igreja.
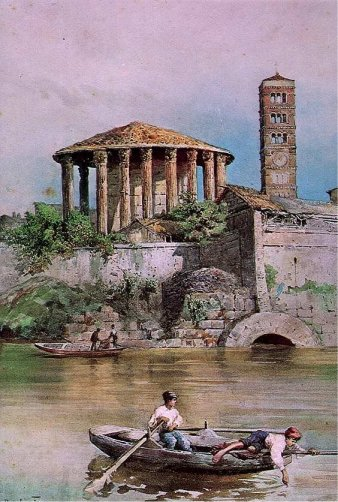
Pintura de Ettore Roesler Franz (c. 880) mostrando o Templo de Hércules em primeiro plano e o campanário de Santa Maria in Cosmedin ao fundo.
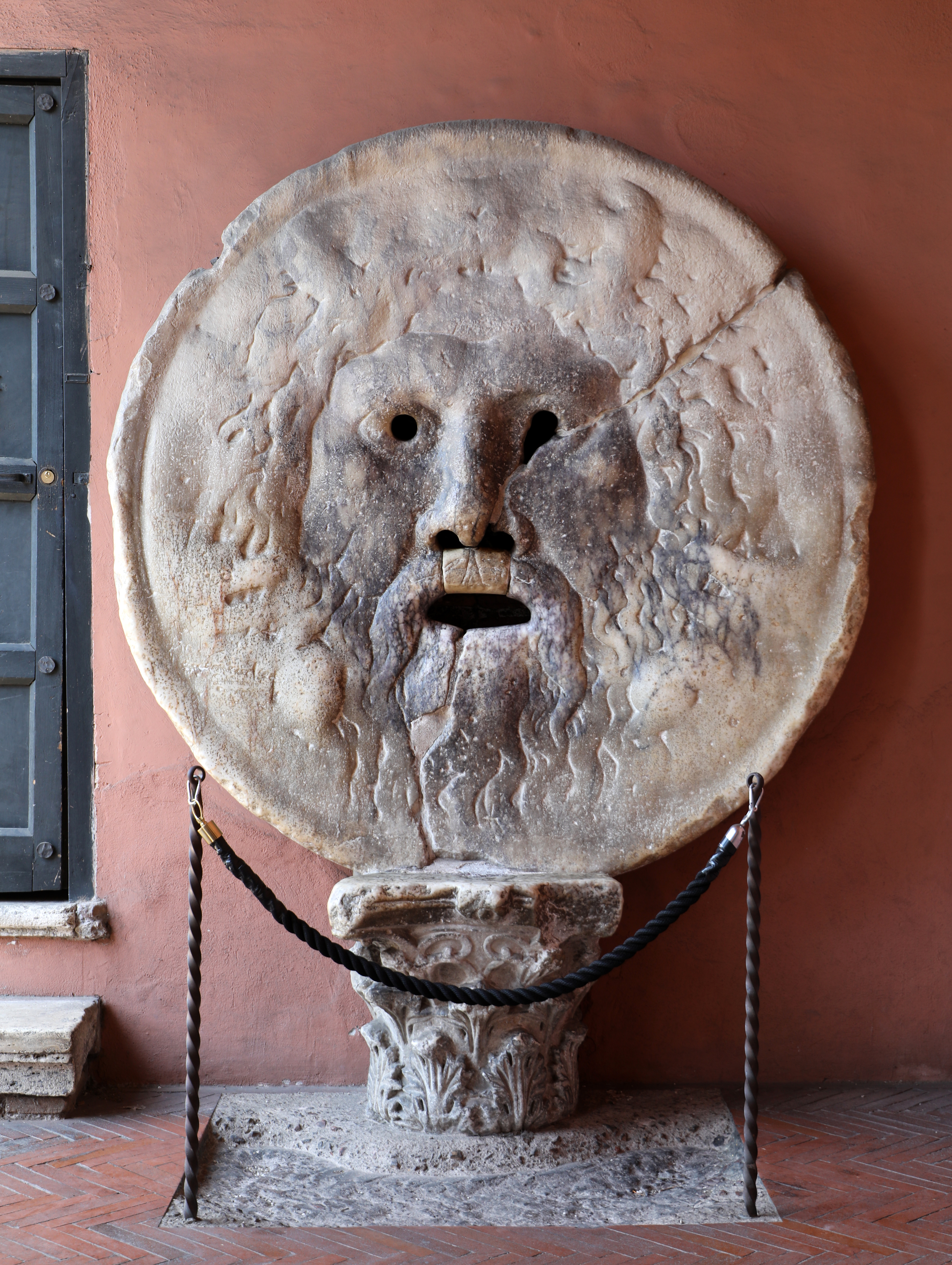
A famosa "La Bocca della Verità".
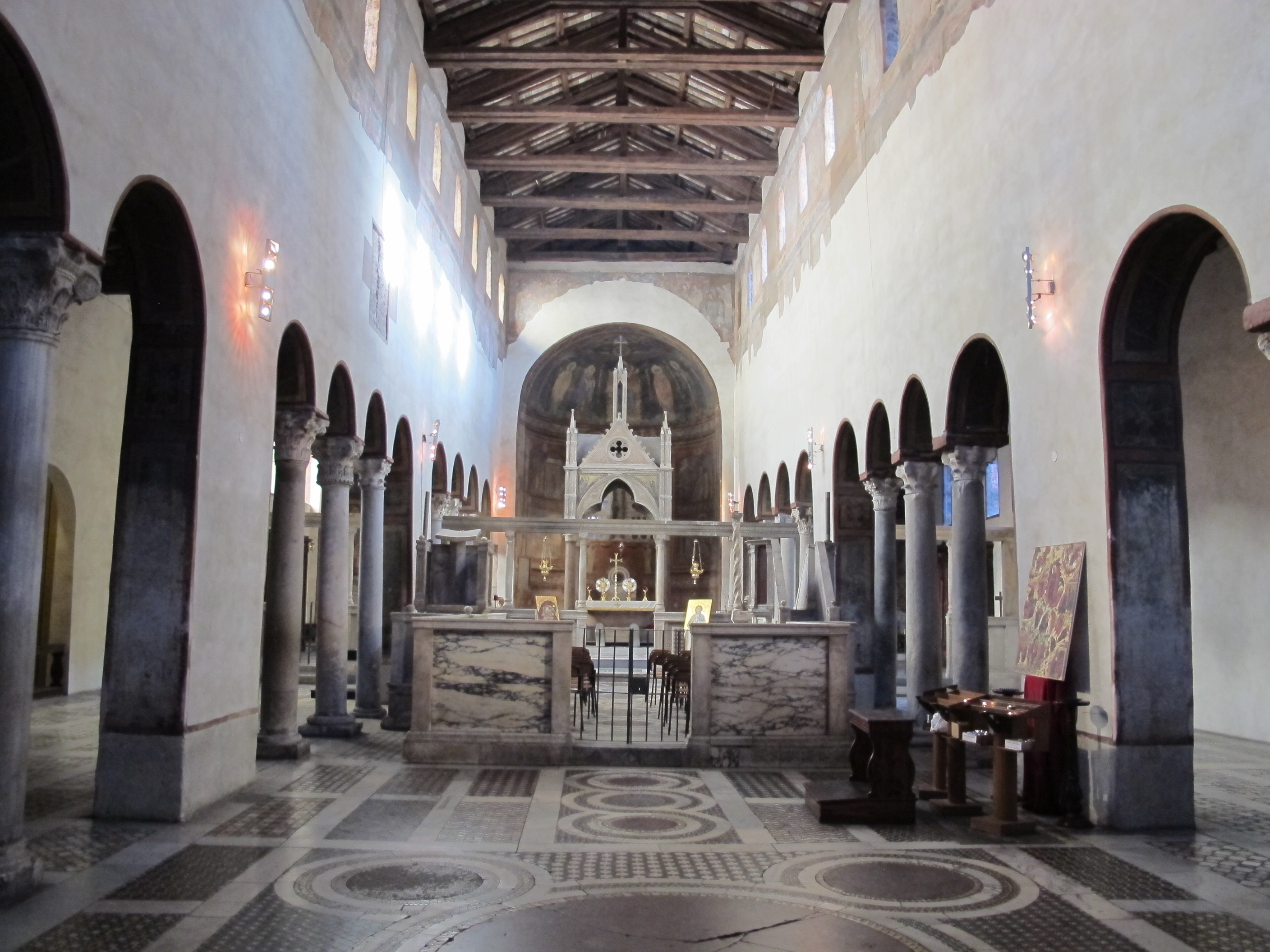
Vista do interior.
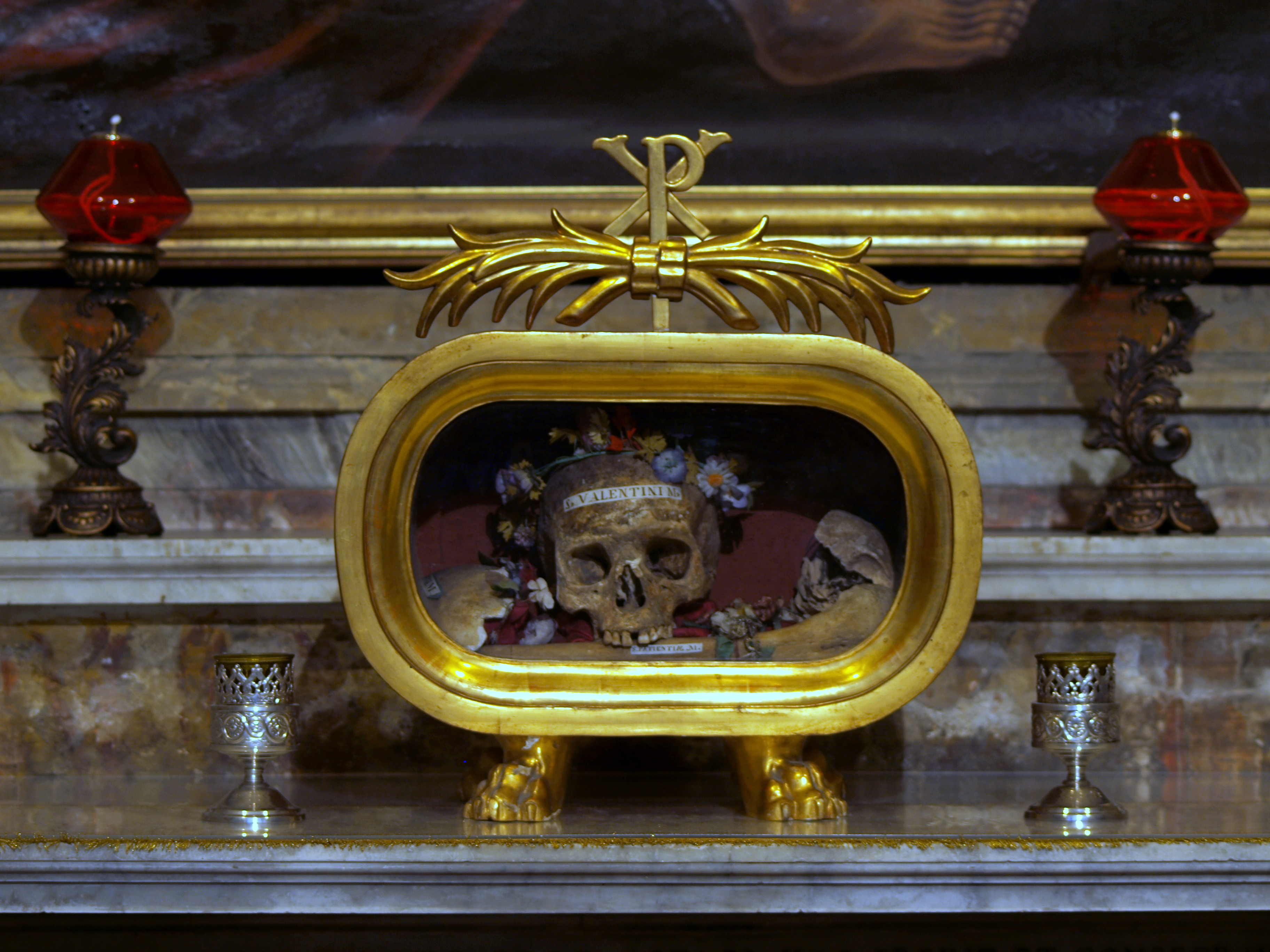
Crânio de São Valentim coroado por flores.
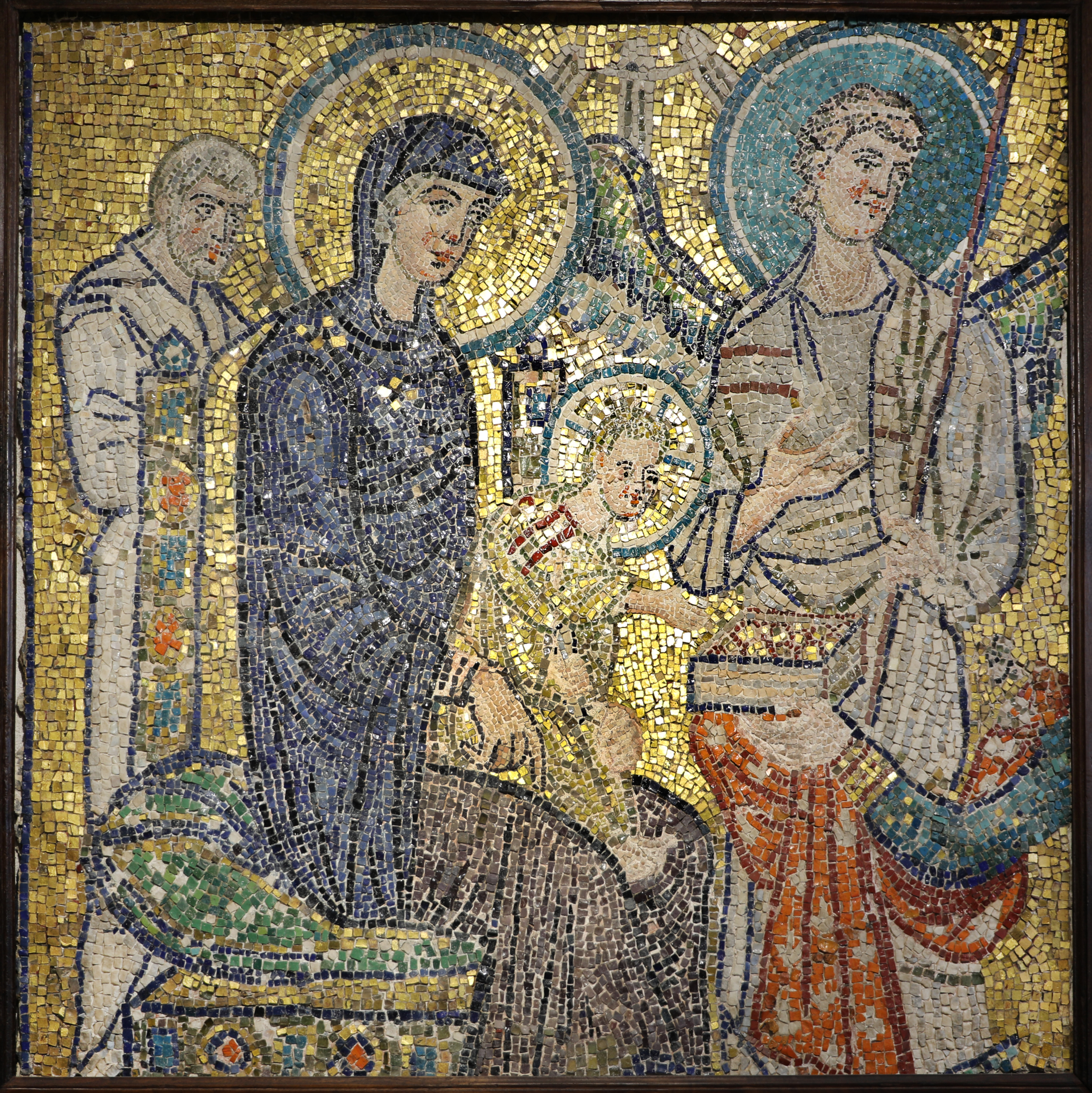
Um dos raros mosaicos sobreviventes da Antiga Basílica de São Pedro, na sacristia.